# Arachis repens
Arachis repens là một loài cây thuộc họ Đậu bản địa của Brasil. Loài này thường được sử dụng làm thức ăn gia súc và trang trí.